# Penelopides
Penelopides är ett fågelsläkte i familjen näshornsfåglar inom ordningen härfåglar och näshornsfåglar: Släktet omfattar fem arter som förekommer enbart i Filippinerna:
- Visayanäshornsfågel (P. panini)
- Luzonnäshornsfågel (P. manillae)
- Mindoronäshornsfågel (P. mindorensis)
- Samarnäshornsfågel (P. samarensis)
- Mindanaonäshornsfågel (P. affinis)